# Luis Carlos Legrand

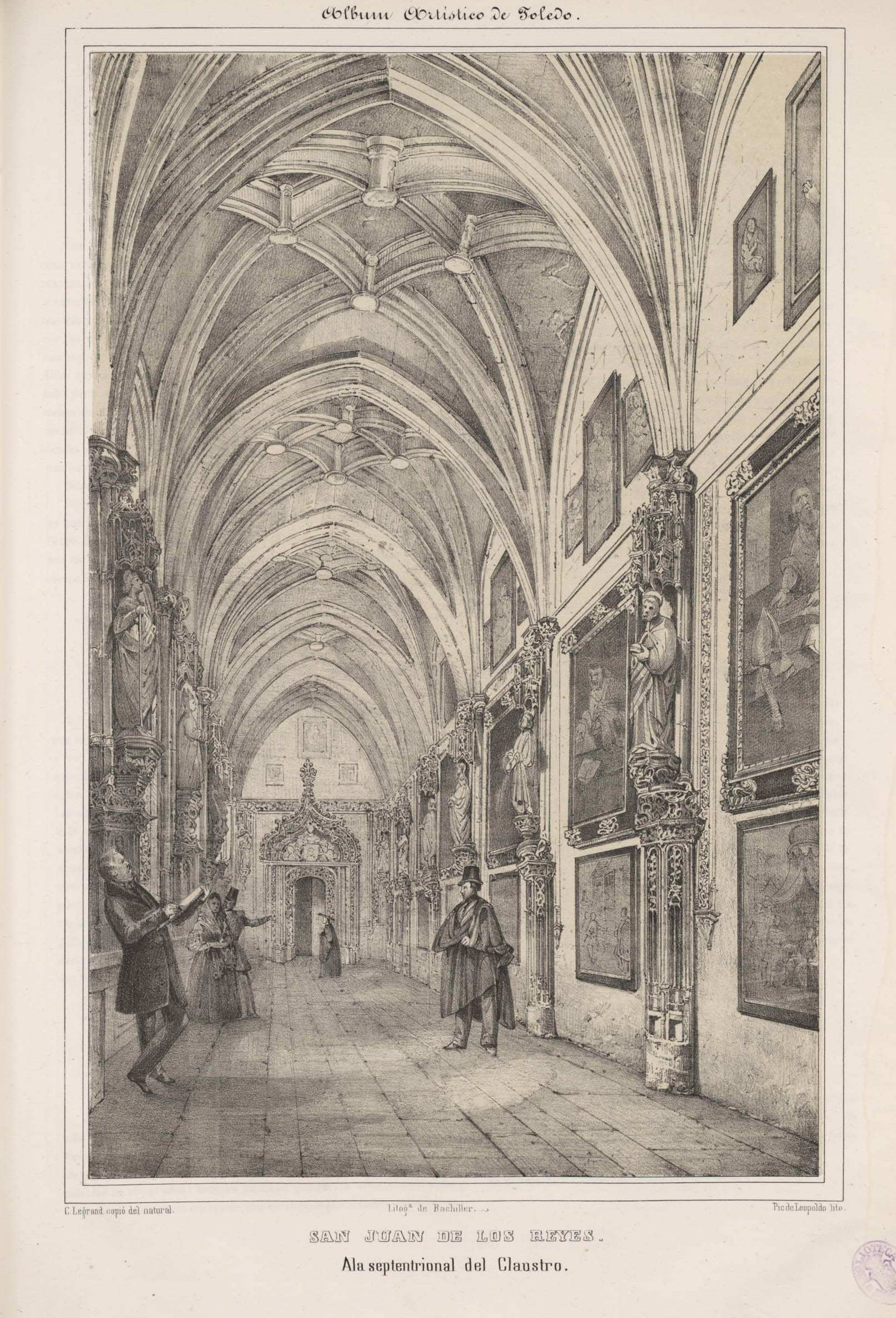
San Juan de los Reyes. Ala septentrional del claustro. Ilustración del Álbum artístico de Toledo. 1848. Inscripción: «C. Legrand copió del natural / Pic de Leopold lito».; litografía Bachiller. Madrid, Biblioteca Nacional de España.

Luis Carlos Legrand (ft. 1829-1858) fue un dibujante y litógrafo activo en Madrid.
De origen francés, llegó a Madrid en 1829 llamado por José de Madrazo director del Real Establecimiento Litográfico, al que proporcionó en colaboración con Pierre Jacques Feillet las ilustraciones de la Colección de uniformes del Ejército Español, impresa en 1830. Para el mismo establecimiento y bajo la dirección de Madrazo, reprodujo a la aguatinta litográfica algunas de las pinturas de la colección real, entre ellas la  Aparición de san Pedro a san Pedro Nolasco de Francisco de Zurbarán, La Trinidad de José de Ribera y el retrato de Diana Cecil, condesa de Oxford, de Anton van Dyck, estampas que fueron incorporadas a la Colección litográfica de cuadros del Rey de España el Sr. D. Fernando VII, editada por el Real Establecimiento entre 1829 y 1832.
Tras el cierre del Real Establecimiento en 1836 Legrand permaneció en Madrid colaborando con los talleres litográficos de Julio Donon y Doroteo Bachiller, entre otros, a los que proporcionó numerosos retratos e ilustraciones de libros. Destacan en este orden los treinta dibujos que proporcionó para el Álbum artístico de Toledo de Manuel de Assas y Ereño, impreso por Bachiller en 1848. Los dibujos de Legrand, algunos litografiados por otros artistas, eran, según hacía constar en la firma de algunos de ellos, dibujos tomados del natural, tanto de la catedral (detalles de la sillería del coro, de la girola y del sepulcro de don Álvaro de Luna en la capilla de Santiago) como de la sinagoga del Tránsito y del monasterio de San Juan de los Reyes. En uno de ellos, el dibujo del ala septentrional del claustro de San Juan de los Reyes, litografiado por Andreas Pic de Leopold, el artista se representó a sí mismo, en pie, tomando apuntes entre visitantes de paso, reforzando así el carácter fidedigno del dibujo tomado del natural, fruto a la vez de un profundo estudio.